# Plesiotrygon iwamae
Plesiotrygon iwamae és una espècie de peix pertanyent a la família dels potamotrigònids i l'única del gènere Plesiotrygon.

## Descripció
- Fa 58 cm de llargària màxima.[4]

## Reproducció
La gestació té una durada de fins a 8 mesos i l'època de naixements (amb dues cries de mitjana per femella) té lloc en la transició entre l'estació seca i l'estació humida (al voltant de 3 mesos). La maduresa sexual és assolida pels mascles quan arriben als 40 cm de llargària (50 en el cas de les femelles).

## Alimentació
Menja siluriformes petits, insectes, crustacis decàpodes (Paleomonidae), nematodes i cestodes.

## Hàbitat
És un peix d'aigua dolça, demersal i de clima tropical.

## Distribució geogràfica
Es troba a Sud-amèrica: la conca del riu Amazones des de l'Equador fins a Belém (el Brasil), incloent-hi els rius Napo, Solimões, Amazones i Pará.

## Estat de conservació
Les seues principals amenaces són la pèrdua i degradació del seu hàbitat a causa de la desforestació (associada a la mineria, l'explotació forestal i les activitats agrícoles), la construcció de preses, la contaminació de l'aigua, les activitats industrials i els vessaments de petroli.

## Observacions
És inofensiu per als humans.